# بول بيتوك
بول بيتوك (بالإنجليزية: Paul Bitok) مواليد 26 يونيو 1970، هو عداء مسافات طويلة كيني متخصص في سباق 3000 متر. مثل بلاده في الأولمبياد وحصل على الميدالية الفضية.

## الميداليات
| الميدالية | المسابقة                       |
| --------- | ------------------------------ |
| فضية      | الألعاب الأولمبية الصيفية 1992 |
| فضية      | الألعاب الأولمبية الصيفية 1996 |

## روابط خارجية
- بول بيتوك على موقع الاتحاد الدولي لألعاب القوى (الإنجليزية)
- بول بيتوك على موقع رابطة إحصائيات سباق الطريق (الإنجليزية)
- بول بيتوك على موقع أوليمبيديا (الإنجليزية)